# Université fédérale de São Paulo
L'université fédérale de São Paulo (en portugais : Universidade Federal de São Paulo ou UNIFESP) est un établissement d'enseignement supérieur public brésilien dans l'État de São Paulo. C'est l'une des trois universités fédérales de l'État, à côté de l'université fédérale de São Carlos (UFSCar) et l'université fédérale de l'ABC (UFABC). UNIFESP est formée par sept campus distribués dans l'État de São Paulo et est soutenu par le budget du ministère de l'Éducation.
L'école de médecine a été classée première dans le classement d'universités de la Folha de S.Paulo en 2016. UNIFESP est également apparue parmi les 22 meilleures universités brésiliennes dans le QS World University Rankings et parmi les 18 meilleures universités brésiliennes dans le Center for World University Rankings, en 2015. Elle a été reconnue par le Ministère de l'éducation comme l'un des meilleurs établissements d'enseignement supérieur dans le pays, selon l'indice général des cours, en 2015.
Officiellement créée en 1994, l'UNIFESP est originaire de l'École de médecine pauliste (EPM), une entité privée fondée en 1933, puis rendue publique en 1956. En 1940, EPM a inauguré l'hôpital de São Paulo, le premier hôpital d'enseignement du Brésil, qui est aujourd'hui l'hôpital universitaire de l'UNIFESP, situé sur le campus de São Paulo.

## Personnalités liées à l'université

### Étudiants
- Djamila Ribeiro